# Новобарово
Новобарово — село в Буштинській селищній громаді Тячівського району Закарпатської області України.
Село Новобарово за часів австро-угорського панування мало назву. Уйбар". Воно належить до Новобарівської сільської Ради Тячівського району Закарпатської області Село розташоване на схід від Буштина за 7 км від основної шосейної дороги Ужгород- Рахів та за 6 км від залізничної вітки Ужгород - Солотвино. Протягнуте село до 3,5 км з півдня на північ. Біля підніжжя гір горб, а від півдня гори Осуй" тягнуться на схід Село з півночі на південь перетинає невеличка річка Помийниця яка в літній період майже повністю висихає.

## Населення

### Мова
Розподіл населення за рідною мовою за даними перепису 2001 року:
| Мова       | Кількість | Відсоток |
| ---------- | --------- | -------- |
| українська | 1988      | 99.05%   |
| російська  | 19        | 0.95%    |
| Усього     | 2007      | 100%     |

## Історія
1. Історичних даних про заснування села Новообарово не має За народними переказами територія села була вкрита, в основному. дубовим лісом . У 14 ст. австро-угорськими феодалами для розробки лісу були заслані люди, які виготовляли з дубового дерева матеріали для бочок. Проводячи вирубку лісу, на очищеній території, були побудовані халупи. Умови життя і праці були важкими. Вирубка і обробка дерева проводилася вручну примітивним знаряддям. Феодали, які отримували великі прибутки від розробки лісу, були зацікавлені в прискоренні обробки деталей. Замість старих бард (сокир), якими оброблялося дерево, вводять інший вид знаряддя, який є більш удосконаленим. Згодом сокири стали називати уйбарт (нові сокири), після чого увесь населений пункт назвали Уйбар. Корінними жителями села стали українці. В народі поширилася назва села Барово. Поряд з розробкою лісу населення починає займатися скотарством і землеробством.
2. Перша згадка у 1389 році як Wybarfalwa.
Інші згадки: 1430-Wybard, 1462-Wybarthfalwa, 1555-Wybrad. Першими відомими власниками була родина Вайнагій, пізніше родина Долгаїв та родина Комлоші. Село Новобарово знаходиться за 7 км на схід від смт Буштино, від районного центру Тячів за 16 км. Протяжність села із заходу на схід понад 4 км. Через село протікає невелика річка Сокирниця(Помийница), місцеві її називають Помийниця. Населення Новобарова складає 2008 осіб. Село Новобарове до 1944 року Уйбард (за народним Вуйбарьово) згадується в історичних довідках з XIV ст. За одними даними назва села походить від угорського Уй-Бард, що в перекладі звучить як «уй» — новий, «бард» — сокира чи частина бочки. За іншими даними назва села походить від прізвища засновника села Уйбара. Такі прізвища трапляються і тепер у Хустському районі. Село лежить на північному сході Притисянської долини, під невеликими горами Полянське(Полонинське), Осуй, Чічкув, Дубрувка, Маркуське, Чертіж, Мальово, Попиково(Чова). З півдня село межує з великим лісом Мочарь. На території села знаходиться історична пам'ятка — Вознесенський храм, який був повністю збудований та обслуговував населення села у 1910 році. Місце для будівництва церкви купив багатий бездітний селянин. Про це свідчить напис на мармуровому хресті. 
3. Село Новобарово Тячівського району Закарпатської області розташоване біля залізничної станції Буштино на відстані 7 км. Звідси починається Притисянська рівнина (213 км над рівнем моря). 
До виникнення села територія була вкрита лісами в основному дубовими, буковими та іншими породами. Через село протікає невеличка річка Сокирниця, в селі її називають Помийниця, яка бере свій початок на Чумалівському хуторі. Вона протікає через с Олександрівку. Новобарово. Сокирницю. Між м. Хуст і с. Сокирниця впадає в річку Тису
В зв'язку з тим, що річка Помийниця в засушливі роки пересихала громада села продала частину сільських лісів державі і за ці гроші біля річки і на схилах закупила в с. Вонігово 200 га поля для випасу худоби.
Тому, що територія села була вкрита буковими та дубовими лісами сюди були поселені люди в основному бондарі. Які виготовляли бочки, а потім залишилися жити тут назавжди.
Перші відомості про село про його заснування відомі десь близько кінця IX початку Х століття. У зв'язку з тим, що тут заготовлявся ліс для виготовлення бочок знаряддя праці в основному були нові сокири, які називалися барди. Барда-це сокира з малим топорищем, а лезо широке до топорища звужене. Від цієї сокири село і отримало свою назву Новобарово (нова сокира) або Уйбарт (по угорськи)
Село перший раз було побудовано на схилах гір, територія, яка називається Горб Березничата. Тут була побудована церква. В свій час на території села лютувала хвороба холера і населення на 70% вимерло. У зв язку з цим, ті з мешканці які лишилися живими, залишили ЦІ МІСЦЯ 1 перейшли жити на інше угіддя - Усуй. Через декілька століть (5ст.) знову в селі вирувала холера і знову жителям села необхідно було змінили місце поселення. Вони побудували його вздовж однієї вулиці з заходу на схід Цю територію село займає і зараз.
Новобарово в державному Берегівському архіві згадується в 1389р. як Уйбарт... Тоді населення вже було 876 чоловік. На той час село перебувало в феодальній фортеці.
Поміщиком був Пештені Мігаль. Потім село було передано Домголі Амбрушу. Минали роки, поміщики повимирали, а села Новобарово та Буштино перейшли в васальну залежність до тодішнього угорського короля (ці села називали царськими). Населення в основному було українським і в більшості безграмотне
В середині 17 століття на горі між Новобаровом та Олександрівкою (гора Кам'янка) знаходились опришки, які мали тісний зв'язок з населенням села.
Нестерпне пригнічення народу, безземелля привело до погіршення Злидні, голод привели до того, що в 1 половині 18 ст. село охопила епідемія холери до 70% жителів села вимерло Щоб врятуватись від епідемії частина людей переселилась в село Тереблю а більша частина переселилась на гору Осуй. Згодом це населення збільшилось і село дістало назву Нове Барово (Уйбард). 
Територія села займає площу 140 га.
Населення з перепису 2001 року становило 2007 осіб. Поштовий індекс - 90552. Телефонний код - 3134. Код КОАТУУ - 2124485001.
Точна дата заснування не відома, оскільки документи знаходяться у архівах Румунії чи Австрії. Стара назва (до 1939) Уйбард.

## Релігія
Храм Вознесіння Господнього. 1910.
У 1751 р. в єпископській візитації згадано дерев'яну церкву св. Параскевії з двома дзвонами увінчану. Належно прикрашену образами.
У 1801 р. згадують «церков дерев'яну, громадою будовану». За шематизмом Мукачівської греко-католицької єпархії 1915 року, дерев'яну церкву в Новобарові збудували у другій половині XIX ст.
Стародавня дерев'яна церква згоріла дотла 18 червня 1908 p., зайнявшись від свічки. Згоріли всі церковні речі і 26 ікон. Врятували лише два малі дзвони, а великий — тріснув.

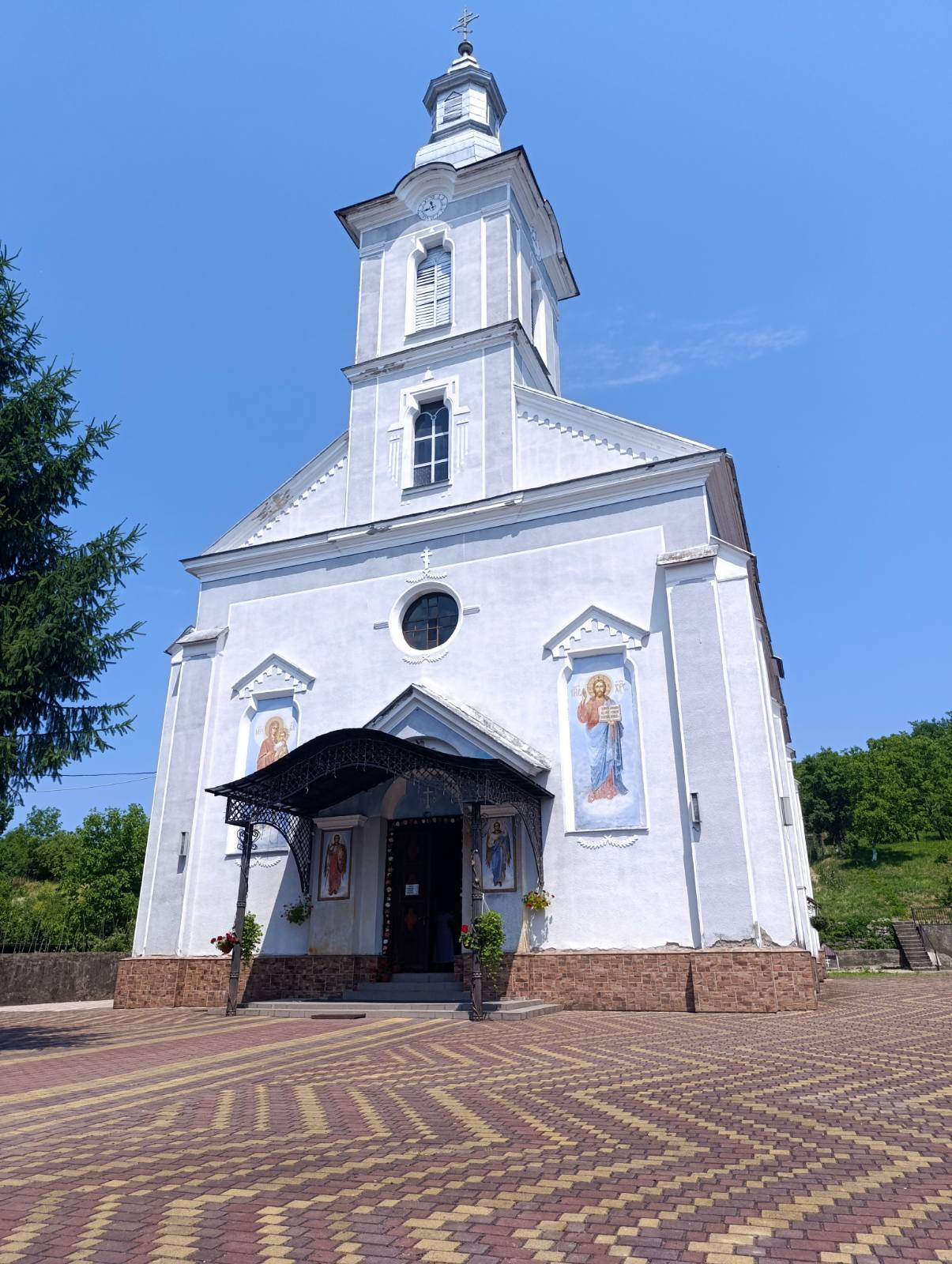
Church of the Ascension of the Lord in the village of Novobarovo

Теперішня церква — струнка мурована базиліка, основний камінь якої освячено 25 липня 1909 р. Для її спорудження, що коштувало більш ніж 50 000 корон і було завершене в 1910 р., багато зробив священик Теодор Ференчик. На зворотному боці іконостаса написано імена та прізвища 22 осіб, що пожертвували кошти у 1912 р. на виготовлення чудового іконостаса. Того ж року церкву освятили.
З правого боку при вході встановлено хрест з іменами людей, що дарували на церкву. Напис на хресті з лівого боку повідомляє, що місце для церкви купив Іван Мурянок у 1907 р. Окрему дзвіницю збудували перед головним фасадом церкви. З трьох дзвонів, відлитих для православної громади, найдавніший виготовив Р. Герольд у Хомутові в 1924 р., дзвін 1935 р. подарувала Юліанна Колочавин, а третій є виробом фірми «Акорд» 1937 р.
Розписи в церкві перемалювали в 1968 р. Настінним малюванням у цій церкві займався близько 1973 р. й Іван Андрішко. У 1986 р. за священика Дмитра Галаса було перебудовано дзвіницю.
У 1996 р. перекрили дах а наступного року зроблено ремонт іконостаса.

## Назва
Wybarfalwa – 1389 р.
Wybard – 1430 р.
Wybarthfalwa – 1462 р.
Wybrad – 1555 р.
У 1995 р. назву села Новобарове було змінено на одну літеру.
На військовій історичній мапі імперії Габсбургів First Military Survey (1782—1785) місто позначене як Ujvar
На військовій історичній мапі імперії Габсбургів First Military Survey (1869—1887) місто позначене як Ujbard
Імперія Габсбургів - Кадастрові карти (XIX ст.)

## Туристичні місця
- Храм Вознесіння Господнього. 1910.
- ставок Фортуна